# Центральний сибірський ботанічний сад (Новосибірськ)
Центральний сибірський ботанічний сад Сибірського відділення Російської академії наук (ЦСБС СВ РАН (Новосибірськ)) (рос. Центра́льный сиби́рский ботани́ческий сад (ЦСБС СО РАН)(Новосибирск) — ботанічна науково-дослідна установа, що входить до складу Сибірського відділення Російської академії наук. Ботанічний сад має філію в Республіці Алтай — Горно-Алтайський ботанічний сад.

## Опис
Ботанічний сад розташовується безпосередньо біля Новосибірського Академмістечка і займає територію площею понад 1000 га. Тут розміщені: головний лабораторний корпус, технічний блок, оранжереї, теплиці, експериментально-виробничий корпус, бульбосховище, об'єкти технічної бази, складські приміщення.
Через територію Ботсаду протікає річка Зирянка, на ній облаштовано ставок.

## Діяльність
Центральний сибірський ботанічний сад є центром інтеграції ботанічних та екологічних досліджень в Сибіру. Тут працює Рада ботанічних садів Сибіру, Рада з проблем ботаніки Сибіру, Рада з особливої охорони об'єктів рослинного світу, Новосибірське відділення Російського ботанічного товариства.
ЦСБС СО РАН колективний член Міжнародної ради ботанічних садів. Співробітники Ботсаду залучені до виконання міжнародних проектів з США, Італією, Фінляндією, Канадою, Швецією, Китаєм, низкою інших країн.

### Тематика
Основними напрямками фундаментальних досліджень є:
- «Біорізноманіття рослинного світу Сибіру, його структурно-динамічна організація. Розробка концепції збереження біорізноманіття на різних рівнях його організації».
- «Екологічні основи раціонального використання рослинних ресурсів. Розробка методології збереження генофонду природної флори в ботанічних садах.
- Акліматизація, інтродукція і селекція рослин для збереження і збагачення генофонду корисних рослин».

### Колекції рослин та насіння
Колекції та експозиції рослин свого часу становили 14 тисяч видів. Зараз
дендрарій і лісопарк нараховують 400 видів, 166 — форм і гібридів, колекція кормових рослин — 270 видів, лікарських і пряно-ароматичних рослин — 350 видів, рідкісних і зникаючих більше 100 видів, декоративних рослин — 428 видів, харчових −144 види. У оранжереях представлено більше 3000 видів тропічних і субтропічних рослин. Гербарій нараховує 550 тисяч гербарних аркушів, а в насіннєвій колекції зберігається насіння 1220 видів. Також є велика колекція лишайників і грибів.

### Наукові результати
В інституті створено бази даних рослинних угруповань Сибіру, сформовано банк насіння.
Результати фундаментальних і прикладних робіт співробітників ботсаду опубліковані більш ніж в 170 монографіях, численних збірниках, статтях та інших виданнях. В останні роки видано: перше для Сибіру 14-томне зведення «Флори Сибіру» та «Зелену книгу Сибіру», «Червоні книги» окремих регіонів Сибіру, «Визначники рослин» Новосибірської та Кемеровської областей. Видається «Сибірський екологічний журнал». 

## Історія
Ботанічний сад Сибірського відділення РАН був організований в 1946 році з ініціативи академіка Володимира Комарова у складі Біологічного інституту Західно-Сибірської філії АН СРСР. Першими директорами ботсаду були А. Б. Беніамінов і кандидат біологічних наук Л. П. Зубкус, а колектив його складався з 8 осіб. З 1951 по 1971 рік Ботанічний сад очолювала доктор біологічних наук, професорка Кіра Аркадіївна Соболевська, потім протягом 5 років виконувачем обов'язків директора був к.с-г.н. Іван Варфоломійович Таран, з 1976 по 1983 рік д.б.н., проф. Леонід Іванович Малишев, з 1983 р. по 2000 р. академік РАН Ігор Коропачинський. З 2000 р. директором є д.б.н., проф. В'ячеслав Сідєльніков.
У 1953 році Ботанічний сад був виведений із структури Біологічного інституту, як самостійна науково-дослідна установа з безпосереднім підпорядкуванням Президії Західно-Сибірської філії АН СРСР.
Швидкими темпами почав розвиватися Ботанічний сад після організації в 1957 році Сибірського відділення Академії наук СРСР.
У 1958 році Ботанічний сад на правах самостійного наукового підрозділу увійшов до складу Сибірського відділення АН СРСР під назвою Центральний сибірський ботанічний сад СВ АН СРСР (ЦСБС СВ АН СРСР).
До 1964 р. ЦСБС розташовувався в Заєльцовському районі міста Новосибірська, займаючи 232 га території. Тут було створене дендрарій, жоржинарій, експозиції та колекції трав'янистих рослин.
З метою подальшого розвитку ботанічних досліджень, спрямованих на вивчення і збагачення рослинних ресурсів Сибіру, а також для поліпшення стану лісів і зелених насаджень Новосибірського наукового центру Президія СВ АН СРСР в 1964 році ухвалила перенести ЦСБС в Академмістечко.

## Значення ботсаду в житті академмістечка
Ботанічний сад має не тільки наукове значення, але також є популярним місцем відпочинку для багатьох мешканців Академмістечка.
Експозиції розташовані на його території мають естетичне значення: («Кам'яна гірка», «Сад безперервного цвітіння» (520 видів), «Бонсай» у відкритому ґрунті (150 виставкових примірників) та ін.)
На території ботанічного саду мешканці академмістечка збирають гриби, влаштовують пікніки, виїжджають на велосипедні прогулянки, взимку — катаються на лижах, схили для розваг використовують сноубордисти. На жаль, залишається багато сміття, а автомобілі, квадроцикли та снігоходи (взимку) негативно впливають на екологію ботсаду.
Існує проект, який передбачає створення на території ботсаду і прилеглих територіях особливої природоохоронної зони, яка обмежить, зокрема, рух транспорту.
Разом з тим час від часу в місцевих ЗМІ з'являється інформація про проекти забудови частини території Ботсаду, що викликає серйозне занепокоєння у значної частини мешканців Академмістечка.

## Галерея

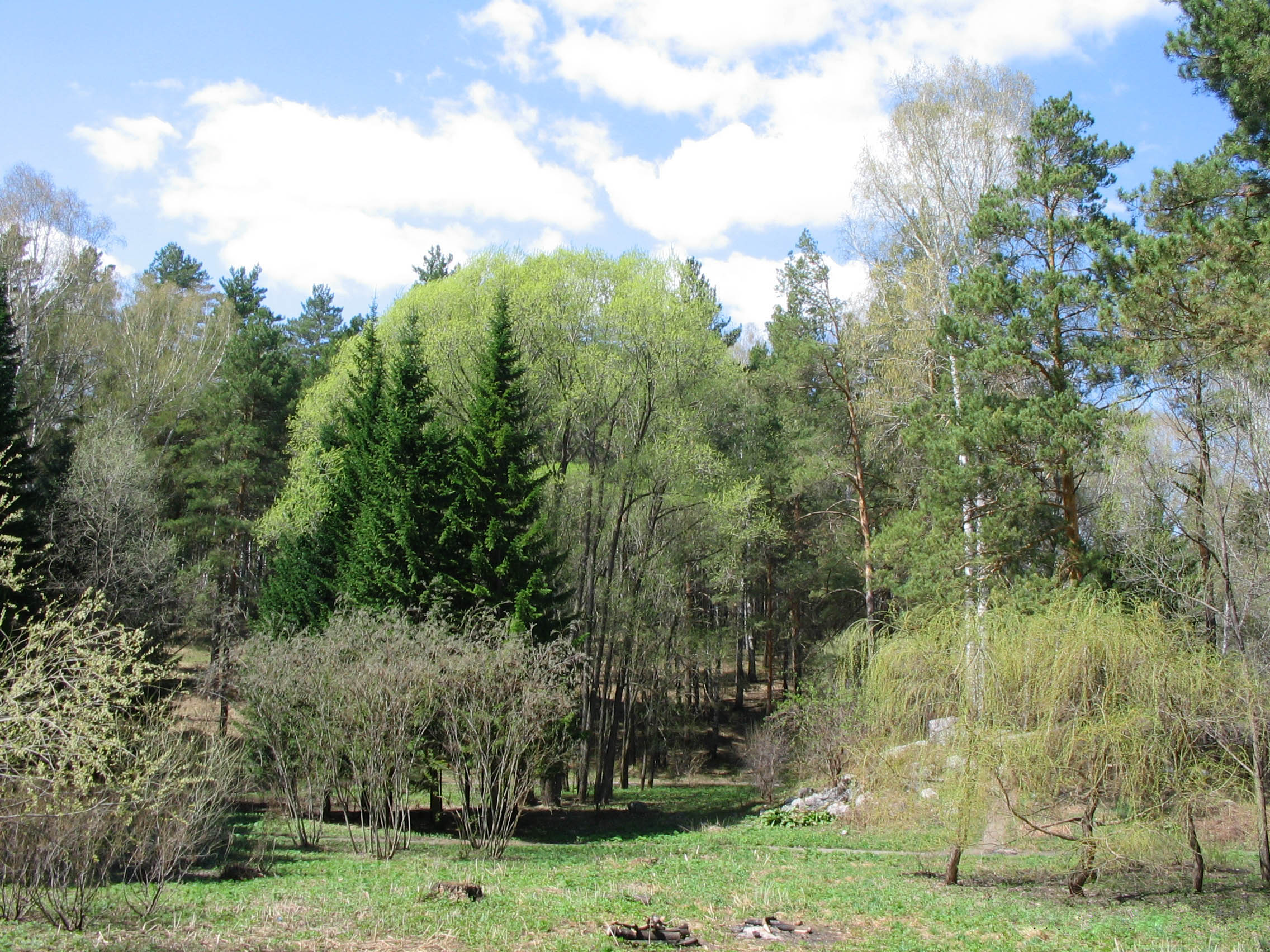
Ботсад влітку
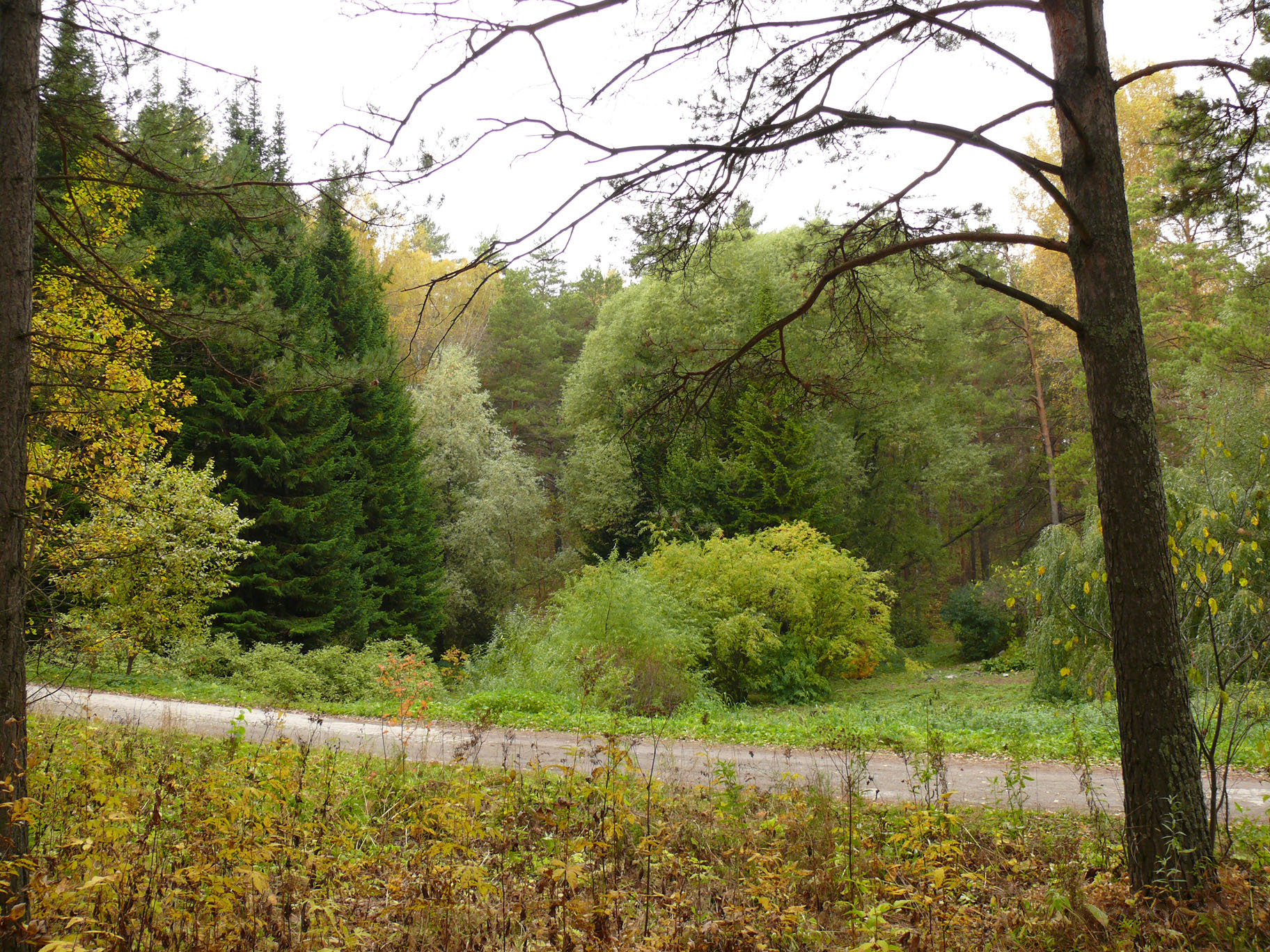
Ботсад восени
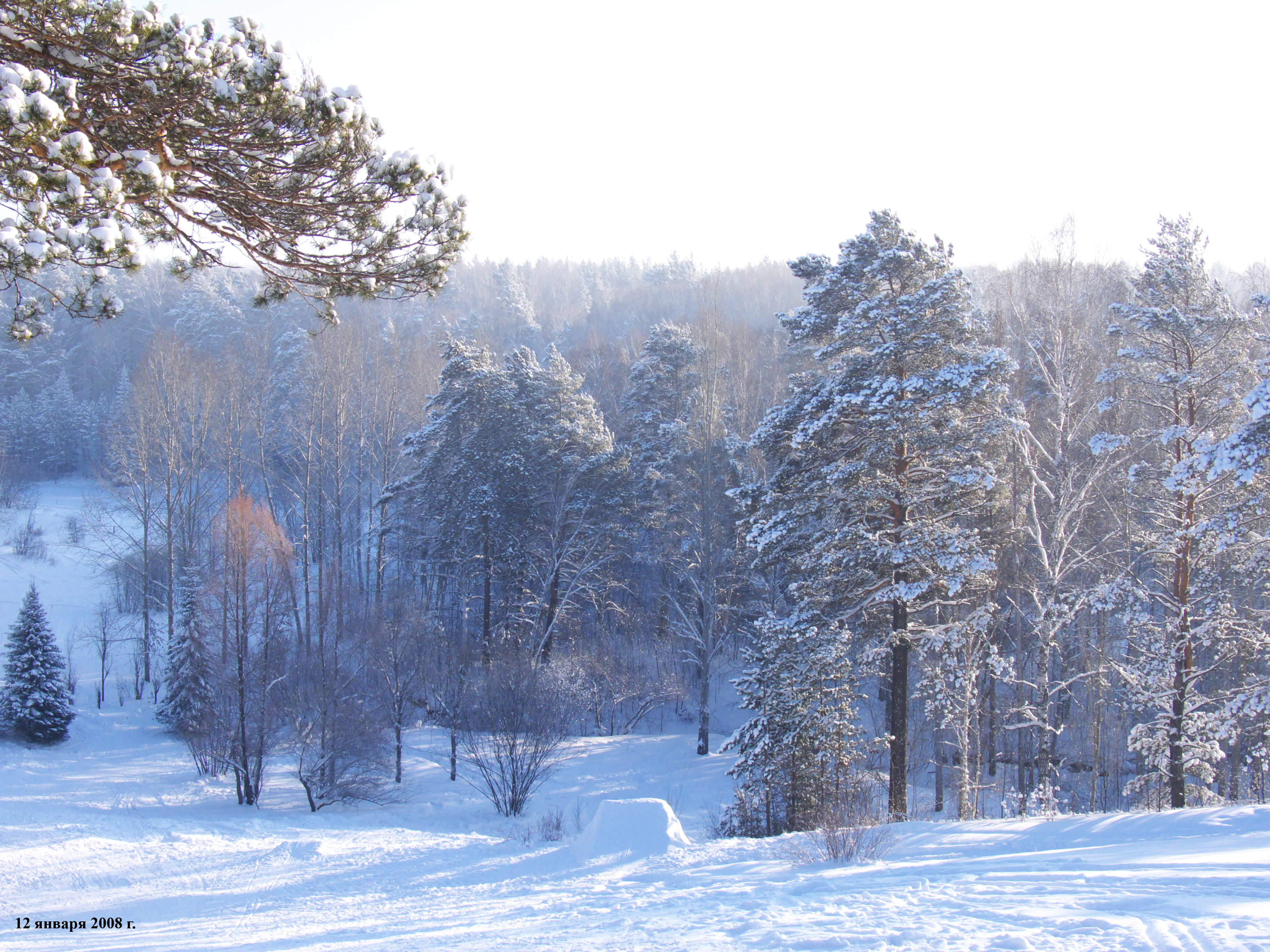
Ботсад взимку
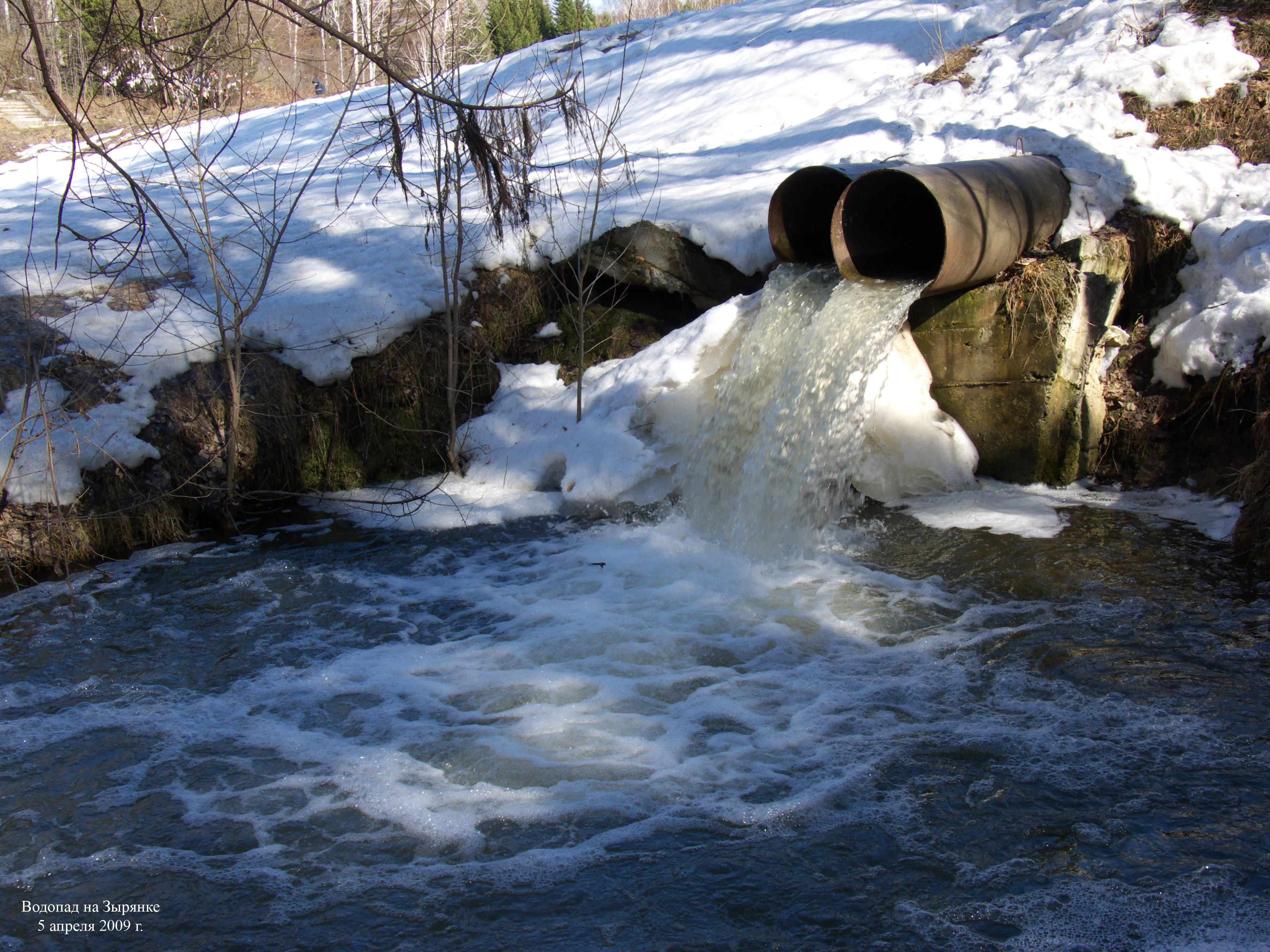
Спуск води зі ставка на Зирянці навесні

## Як дістатися ботсаду
З Новосибірська від зупинки «Річковий Вокзал» їхати на маршрутному таксі № 1015, 1235, або автобусами № 8, 1209 до Академмістечка. Зійти на зупинці «Морський проспект», або «Будинок вчених». Від зупинки йти до вулиці Золотодолинської. Потім спуститися вулицею вниз до яру. Перейшовши містком через трубопровід і піднявшись стежкою, потрапите на територію ЦСБС.
Від зупинки «Морський проспект» або «Будинок вчених» можна доїхати автобусом № 72 до зуп. «селище Кірова».
Адміністрація ботсаду звертається з проханням не розпалювати багаття і не залишати сміття.

## Цікаві факти
Ймовірно на тому місці, де зараз розташований головний корпус ботсаду, раніше існувало невеличке село «Зирянка», яке дало назву річці Зирянці. Цьому селу, мабуть, належало кладовище яке і нині збереглося на території Ботсаду..